# Burg Welschingen
Die Burg Welschingen ist eine abgegangene Burg bei Welschingen, einem heutigen Stadtteil von Engen im Landkreis Konstanz in Baden-Württemberg.
Die nicht mehr lokalisierbare Burg wurde vermutlich im 13. Jahrhundert erbaut und 1337 erwähnt.